# Guasa
Guasa es una localidad española perteneciente al municipio de Jaca, en la Jacetania, provincia de Huesca, Aragón. Desde el punto de vista eclesiástico pertenece a la diócesis de Jaca.

## Geografía
Guasa se encuentra situada a oriente y a muy corta distancia de la localidad de Jaca, la capital del ayuntamiento al que pertenece. En sus inmediaciones discurre el río Gas, un afluente del Aragón.

### La Val Ancha
Se integra en la comarca llamada La Val Ancha, que es una de las seis unidades territoriales que integran las localidades que forman parte del municipio de Jaca. Pertenecen a La Val Ancha las 14 poblaciones siguientes: Guasa, Ipas, Lerés, Badaguás, Baraguás,  Gracionépel, Espuéndolas, Barós, Ulle, Navasa, Navasilla, Orante, Martillué y Jarlata.
La Val Ancha es la primera zona abierta al sur de los Pirineos adecuada para la agricultura y ganadería. Constituye una depresión que va desde Jaca hasta Sabiñánigo, cuyo límite septentrional está definido por la sierra de Baraguás mientras que la sierra de la Peña Oroel marca el meridional. Aquí, en un territorio relativamente reducido, se encuentran pequeñas localidades que tradicionalmente se han dedicado a la agricultura de secano y a la ganadería lanar y vacuna.

### Cárcavas
Se puede contemplar el fenómeno de cárcavas, frecuente en La Val Ancha. Se define por la erosión que el agua produce en las laderas de suelos solubles como son las margas y calcitas. Forma profundas estrías, paralelas entre sí, que descienden de los collados y dejan el suelo sin vegetación. Es característico el color gris azulado de los suelos.

## Comunicaciones
Guasa está a pie de la N-330, que conecta Jaca con Sabiñánigo.

## Geografía humana

### Demografía
| Gráfica de evolución demográfica de Guasa entre 1842 y 1960 |
| |
| Población de derecho según los censos de población del INE Población de hecho según los censos de población del INEEntre el censo de 1950 y el anterior, este municipio crece porque incorpora a 22526 (Baraguás) Entre el censo de 1857 y el anterior, este municipio desaparece porque se integra en el municipio 22648 (Ulle) Entre el censo de 1970 y el anterior, este municipio desaparece porque se integra por partes en los municipios 22130 (Jaca) y 22199 (Sabiñánigo) Entre el censo de 1877 y el anterior, aparece este municipio porque cambia de nombre y desaparece el municipio 22648 (Ulle) |

## Ermitas
- La Santa Cruz. Siglo XVII. De planta rectangular y cabecera recta, está construida con sillarejo. La cubierta es a dos aguas y la puerta tiene arco de medio punto. Se restauró en 1998.[3]
- Virgen del Rosario. Siglo XIX. Se ha acondicionado como establecimiento hostelero. El edificio actual, levantado con sillarjo, se construyó sobre los restos de una ermita anterior.[4]